# Черногорско-Приморская митрополия
Черногорско-Приморская митрополия (серб. Митрополија црногорско-приморска) — епархия Сербской православной церкви на территории Черногории. Резиденция митрополии находится в монастыре Цетине. Государственно-правовой статус епархии в независимой Черногории остается неурегулированным, с чем связан имущественно-правовой конфликт с государством и Черногорской автокефальной церковью. До июня 1920 года церковь в Черногории (Цетинская архиепископия) была де-факто независимой.

## История
Основана в 1219 году архиепископом Сербским Саввой I и называлась тогда Зетская епископия. Есть предположение, что первоначально местонахождение Епископии находилось на территории Подгорицы в монастыре Златица, где ещё в раннехристианские времена была епископская кафедра Диоклеи. Первым епископом Зетской епископии был Иларион, ученик святителя Саввы.
Во время владычества короля Уроша I Неманича, в середине XIII века, престол Зетской епархии перенесён на полуостров Превлака, возле Тивата, в монастырь святого архистратига Михаила.
В 1346 году на государственно-церковном соборе в Скопье, состоявшемся при поддержке сербского царя Душана Сильного Сербская архиепископия получает статус Патриархата, при этом Зетская епископия получила статус митрополии.
После Битвы на Косовом Поле в 1389 году произошедший упадок Сербии отразился и на состоянии Зетской митрополии, которой угрожали венецианцы, оккупировавшие в период 1420—1423 годы Котор, Будву и Паштровичи. Стремясь обратить православных черногорцев в католицизм, венецианцы в 1452 году уничтожают монастырь святого архангела Михаила на Превлаке, который являлся одним из центров духовного сопротивления оккупантам.
После этого резиденция Зетской митрополии поначалу пребывала в монастыре святого Марка в Будве. А после Митрополия пребывала по очереди в монастырях: Пречиста Крайинска, святого Николая на острове Враньина на Скадарском озере, святого Николая в Ободе, и наконец, в 1484 году месторасположением её престола становится построенный Иваном Црноевичем монастырь Рождества Пресвятой Богородицы, в новой столице — Цетинье, который становится «гнездом свободы сербской».
Сын Ивана Црноевича — Джурадж, с помощью иеромонаха Макария в 1493 году основал первую типографию на Балканах. До 1495 года были отпечатаны: Октоих первогласник, Октоих пятигласник, Молитвослов, Псалтирь и Четвероевангелие. После падения Зеты и наступления турецкого ига в 1499 году, Зетская митрополия стала именоваться Цетиньской митрополией, по месту расположения её престола.
В течение XVI и XVII веков черногорские митрополиты совместно с племенными старейшинами руководили народом Черногории. Благодаря их усилия Черногория никогда полностью не попадала под турецкое господство.
В 1750 году Василий Петрович от Печского патриарха Афанасия II получил рукоположение и титул «экзарха Сербского престола» (умер в Санкт-Петербурге в 1766 году и похоронен в Александро-Невской лавре). 
В 1766 году Печский патриархат был упразднён, Сербская церковь на территории Османской империи подчинена Константинопольской церкви, а церковь в Черногории Петровичей-Негошей стала фактически автокефальной (наряду с Карловацкой митрополией на территории Габсбургской монархии). Черногорские митрополиты принимали рукоположение от иерархов Российской Церкви. Автокефальный статус Черногорской церкви был закреплен в конституции Княжества (Королевства) Черногория (статья 40-я), действовавшей в 1905—1918 годах.
Вскоре после образования Королевства СХС (1918), решения собора всех сербских православных епископов Королевства СХС 13 (26) мая 1919 года и соответствующего решения синода Вселенской патриархии (19 марта 1920), указом регента Александра Карагеоргиевича 17 июня 1920 года провозглашалось включение, среди прочих, Черногорской митрополии (серб. Arhiepiskopija Cetinjska i Mitropolija Crne Gore, Brda i Primorja), вкупе с двумя иными епархиями на территории Черногории, в Сербский (Печский) патриархат.
В мае 2001 года из состава Черногорско-Приморской епархии была выделена Будимлянско-Никшичская епархия.

## Епископы
Епископы Зетские
- Иларион I (1220—1242)
- Герман I
- Неофит (1261—1270)
- Евстафий (1279—1286)
- Герман II (1286—1292)
- Михаил I (упом. 1293)
- Андрия (до 1300)
- Иоанн (до 1304)
- Михаил II (1305—1309)

Митрополиты Зетские
- Давид I (1391—1396)
- Арсений I (1396—1417)
- Давид II (1417—1435)
- Евфимий (1434—1446)
- Иосиф (около 1453)
- Феодосий (после 1453)
- Виссарион I (1484—1494)
- Пахомий I (после 1491)
- Вавила (1494—1520)
- Герман III (1520)

Митрополиты Цетиньские
- Павел (до 1530)
- Ромил I (1530)
- Василий I (1532)
- Никодим (1540)
- Макарий I (1550—1558)
- Ромил II (1559)
- Макарий II (1559—1561)
- Рувим I (1561—1568)
- Пахомий II (1568—1573)
- Герасим (1573)
- Дионисий (до 1577)
- Вениамин (1582—1591)
- Рувим Негуш (1593—1639)
- Мардарий (Корнечанин) (1637—1661)
- Рувим (Болевич) (1662—1685)
- Виссарион II (Борилович) (1682—1692)
- Савва I (Очинич) (1694—1697)
- Даниил I (Петрович) (1697—1735)
- Савва II (Петрович) (1735—1781)
- Василий III (Петрович) (1750—1766)
- Арсений III (Пламенац) (1781—1784)
- Петр I (Петрович) (1782—1830)
- Петр II (Петрович) (1830—1851)
- Данило I Петрович (1852, избран, но отказался от хиротонии)

Митрополиты Черногорско-Приморские
- Никанор II (Иванович) (декабрь 1858 — 1860)
- Иларион II (Роганович) (23 мая 1863 — 15 января 1882)
- Виссарион III (Любиша) (20 ноября 1882 — 14 апреля 1884)
- Митрофан (Бан) (18 апреля 1885 — 30 сентября 1920)
- Гавриил (Дожич) (17 ноября 1920 — 8 февраля 1938)
- Иоанникий I (Липовац) (11 декабря 1940 — 18 июня 1945)
- Иосиф (Цвийович) (апрель 1945 — ноябрь 1946) в/у, митр. Скопский
- Владимир (Раич) (ноябрь 1946 — май 1947) в/у, еп.
- Арсений (Брадваревич) (20 мая 1947 — 20 мая 1961) в 1954 году арестован и более не допущен властями в епархию
- Даниил (Дайкович) (24 июня 1961 — 30 декабря 1990)
- Амфилохий (Радович) (30 декабря 1990 — 30 октября 2020)
- Иоанникий (Мичович) (30 октября 2020 — 29 мая 2021) в/у
- Иоанникий II (Мичович) (с 29 мая 2021 года)

## Наместничества
- Цетиньское
- Подгоричско-Даниловградское
- Подгоричско-Колашинское
- Которско- Тиватское
- Герцег Новское
- Будванское
- Барское